# ویلا پترولیا

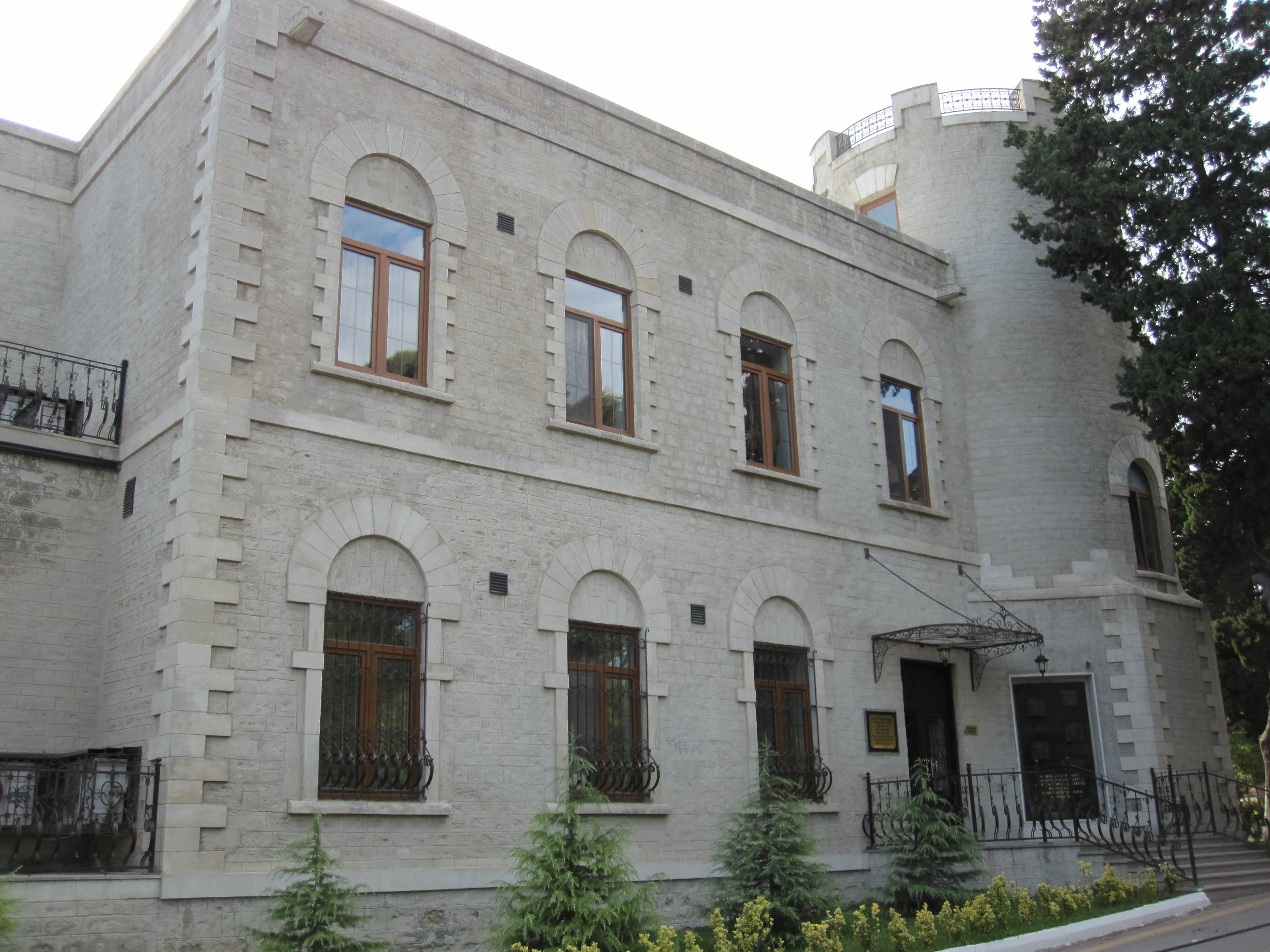
نمایی از موزه برادران نوبل

ویلا پترولیا (Villa Petrolea) یک شهرک تاریخی واقع در منطقه کشله شهر باکو، جمهوری آذربایجان است. این شهرک توسط شرکت تولید نفت برادران نوبل (همچنین به نام برانوبل شناخته می‌شود) در سال ۱۸۸۲ ساخته شد و برای اسکان کارگران این شرکت خدمت کرد. این مکان در حال حاضر به عنوان موزه برادران نوبل علاوه بر محل اقامت برای تعدادی دفاتر و مشاغل نیز فعالیت می‌کند.

## پیشینه
در پایان قرن نوزدهم، بخش‌های شرقی باکو (در آن زمان مرکز اصلی استخراج نفت امپراتوری روسیه) به دلیل آلودگی شدید، یک منطقه صنعتی نامناسب برای اقامت و زندگی بود. تنها سازه‌ها در شرق باکو پالایشگاه‌های نفت، ساختمان‌های بندری و مسکن موقت کارگران نفت بود. برای اینکه پرسنل اداری و فنی برانوبل (شامل متخصصانی از سوئد، نروژ و آلمان) در جایی مستقر شوند، یک شهرک با شرایط مطلوب زندگی در انتهای شرقی محله صنعتی «شهر سیاه» و در نزدیکی روستای کشله ساخته شد. محل آن در زمینی است که برانوبل از کشاورزان کشله به مدت ۴۹ سال اجاره کرده بود.
این سکونتگاه به نام ویلا پترولیا (در لاتین به معنای املاک نفتی) شامل ساختمان‌های مسکونی، یک مدرسه سوئدی-آلمانی، یک تئاتر، یک بیمارستان و یک عمارت خانوادگی خانواده نوبل بود که در سال ۱۸۸۴ تکمیل شد و توسط یک معمار ناشناس طراحی شد. این عمارت تا زمان ملی شدن در دهه ۱۹۲۰ در اختیار خاندان نوبل بود.
کارمندان برانوبل در کلبه‌های چوبی یک یا دو طبقه با پایه‌های سنگی زندگی می‌کردند. سطوح پایینی بزرگترین ساختمان دفتر را در خود جای داده بود، در حالی که سطوح بالایی شامل یک باشگاه، اتاق‌های استراحت و یک کتابخانه بود. اتاق‌ها با فرش‌های نفیسی که هم بافته محل و هم وارداتی از ایران بودند، تزیین می‌شد. کلبه‌ها در شیبی قرار داشتند که به سمت ساحل خزر پایین می‌آمد، بنابراین پنجره هر کلبه مشرف به دریا بود. ساختمان‌ها به سبک بیزانسی ساخته شده‌اند. این شهرک با ایجاد امکانات تفریحی بیشتری مانند سالن بولینگ، سالن استخر و زمین تنیس در دهه ۱۸۹۰ در اینجا رشد کرد. تا سال ۱۹۱۱، ساکنان تعداد زیادی باشگاه ورزشی و کاری تأسیس کردند.
زندگی در ویلا پترولیا با شروع جنگ جهانی اول رو به زوال گذاشت، زمانی که اتباع آلمانی و اتریش-مجارستانی از امپراتوری روسیه اخراج شدند. این شهرک در سال ۱۹۱۹ ملی شد.

### پارک
پارک ویلا پترولیا ۱۰٫۵ هکتار مساحت دارد و توسط معماران منظرساز اهل لهستان طراحی شده‌است. زمین اشباع شده از نفت توسط خاک حاصلخیز که از لنکران، بخش نیمه‌گرمسیری آذربایجان فرستاده شده بود، پوشیده شده بود. مشکل آب شیرین با واردات مداوم آب از رود ولگا در کشتی‌هایی که از آستراخان سفر می‌کردند و برای پارسنگ، به جای کیسه‌های شن از کیسه‌های آب استفاده می‌کردند، حل شد.
گیاهان از بخش‌های نیمه‌گرمسیری قفقاز و همچنین از شهرهای مختلف روسیه و اروپا آورده شده‌اند. در مجموع حدود ۸۰۰۰۰ گیاه از جمله درختان میوه در باغ کاشته شد.
پس از استقرار اتحاد جماهیر شوروی، این پارک به ۱۵ هکتار گسترش یافت و در سال ۱۹۳۱ به نام Rote Fahne (به آلمانی به معنای "پرچم قرمز") نام‌گذاری شد که نشان دهنده تحویل پرچم قرمز به عنوان نشان کمونیستیاز کارگران نفت باکو به پرولتاریای برلین در سال ۱۹۲۵ بود. در سال ۱۹۴۱، به دلیل حمله نازی‌ها به اتحاد جماهیر شوروی، این پارک به پارک نظامی تغییر نام داد که این نام را تا به امروز حفظ کرده‌است.

## وضعیت امروزی

### بازسازی عمارت نوبل
در زمان اتحاد جماهیر شوروی، ساختمان‌ها از استفاده افتادند. اتاق‌های آنها تخریب شد و تئاتر و باشگاه در آتش‌سوزی از بین رفت. این عمارت تا قبل از دهه ۲۰۰۰ تا حد زیادی نادیده گرفته شده بود. در سال ۲۰۰۴، یک سازمان عمومی به نام صندوق میراث نوبل باکو تأسیس شد. تحت رهبری آن، عمارت نوبل به‌طور کامل بازسازی و نوسازی شد و در ۲۵ آوریل ۲۰۰۸، درهای خود را به روی اولین بازدیدکنندگان باز کرد.

### موزه
پس از بازسازی، ویلا پترولیا دارای باشگاه نفت نوبل باکو، سالن کنفرانس بین‌المللی و موزه برادران نوبل، اولین موزه نوبل در خارج از سوئد بوده‌است. این موزه دارای اموال خانواده نوبل است. اگرچه فضای داخلی عمارت کاملاً مشابه قبل از خروج خانواده از باکو نیست، برخی از عناصر مانند شومینه‌ها بسیار دقیق بازسازی شده‌اند.

## رویدادهای مهم
در ۹ اکتبر ۱۸۸۸، امپراتور الکساندر سوم روسیه به همراه خانواده‌اش از ویلا پترولیا دیدن کرد و در آنجا با فرزندان یکی از بنیانگذاران این شهرک به نام لودویگ نوبل که اخیراً درگذشته بود، ملاقات کرد.
در ۱۷ دسامبر ۲۰۱۰، فیلیپ نوبل، نوه لودویگ نوبل، رویداد ویژه ای را به مناسبت تأسیس صندوق بین‌المللی برادری نوبل با هدف توسعه علوم در جمهوری آذربایجان ترتیب داد.

## نگاره‌ها

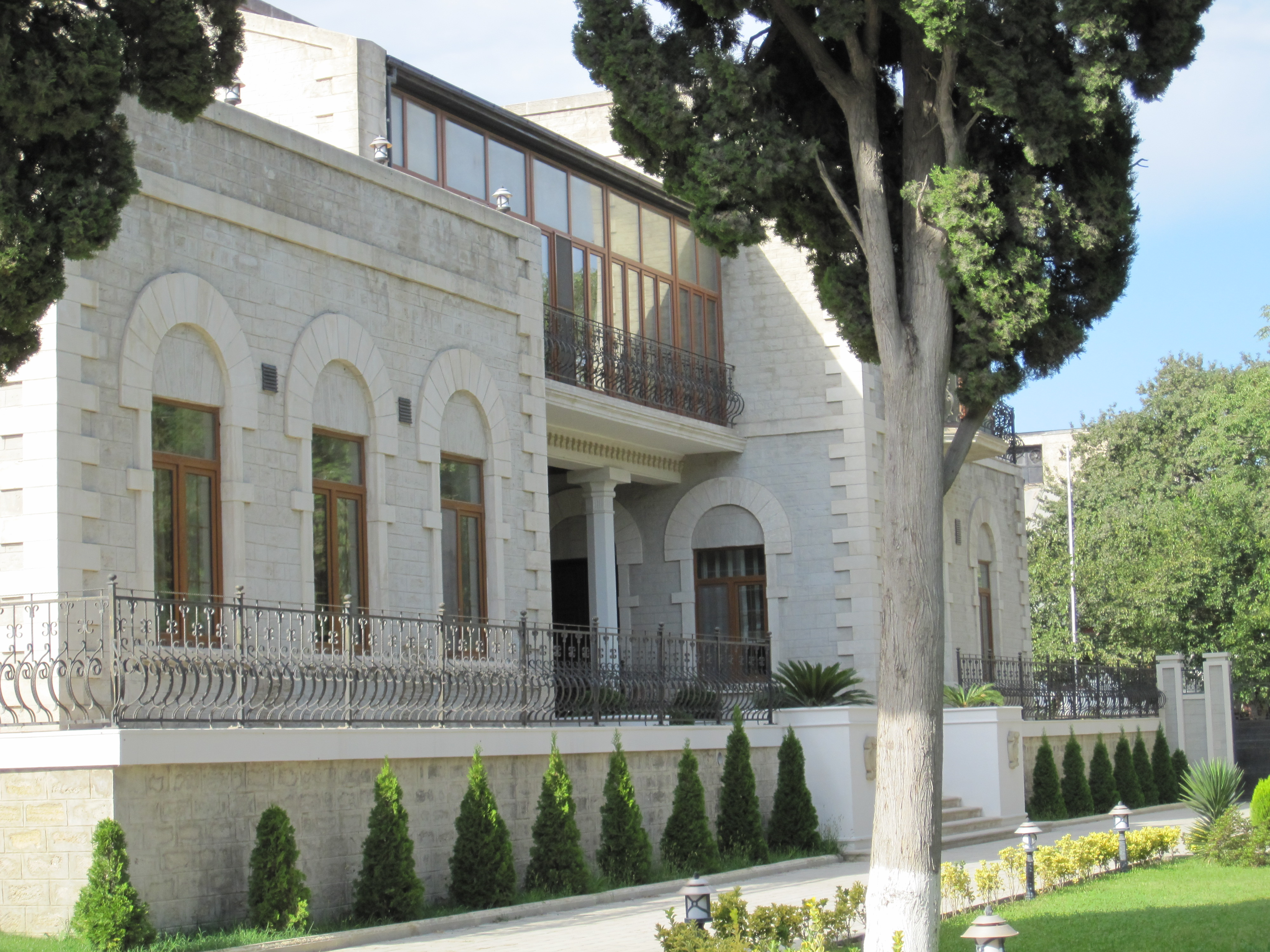
قسمت پشتی موزه برادران نوبل
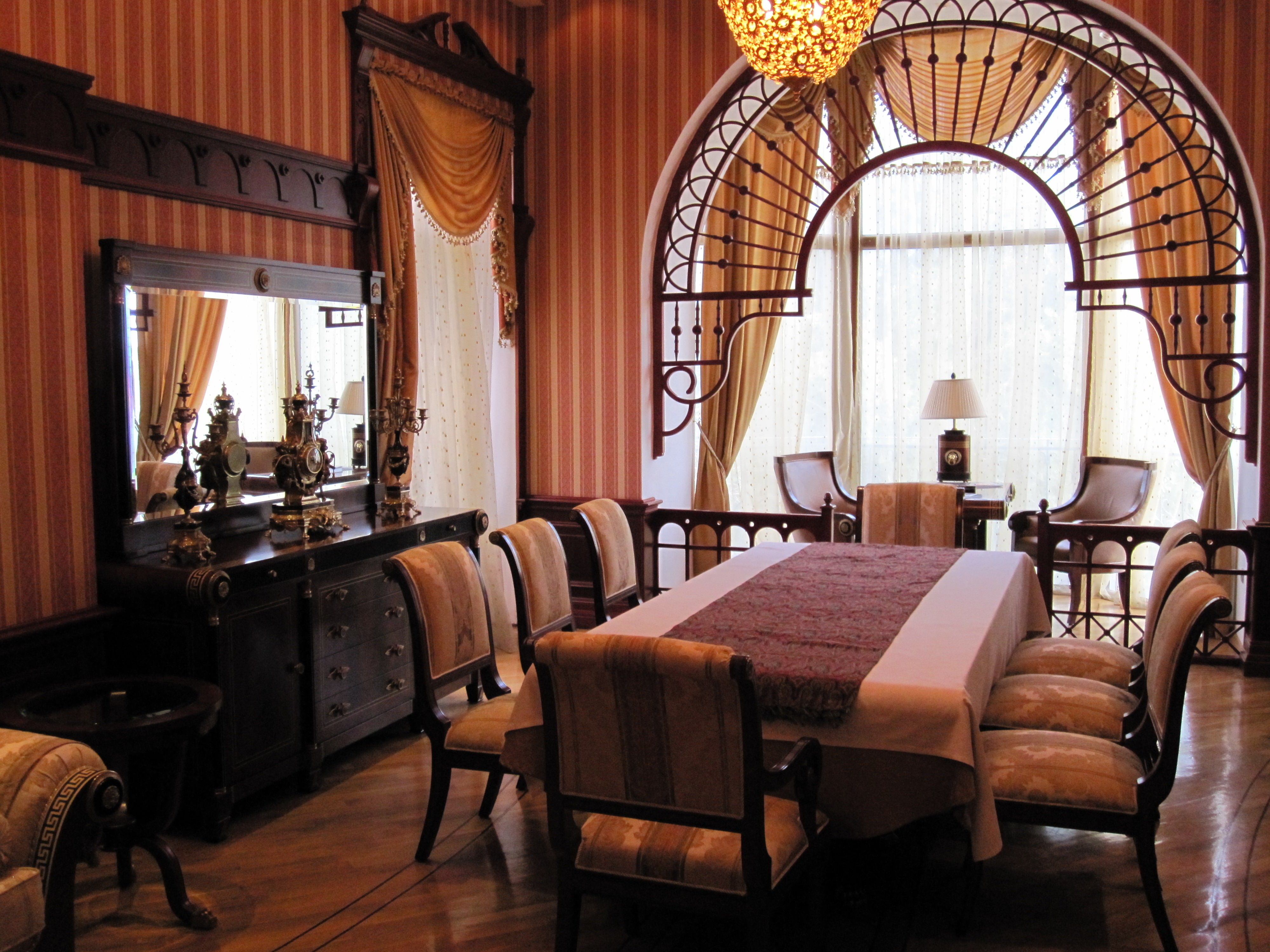
اتاق غذاخوری موزه
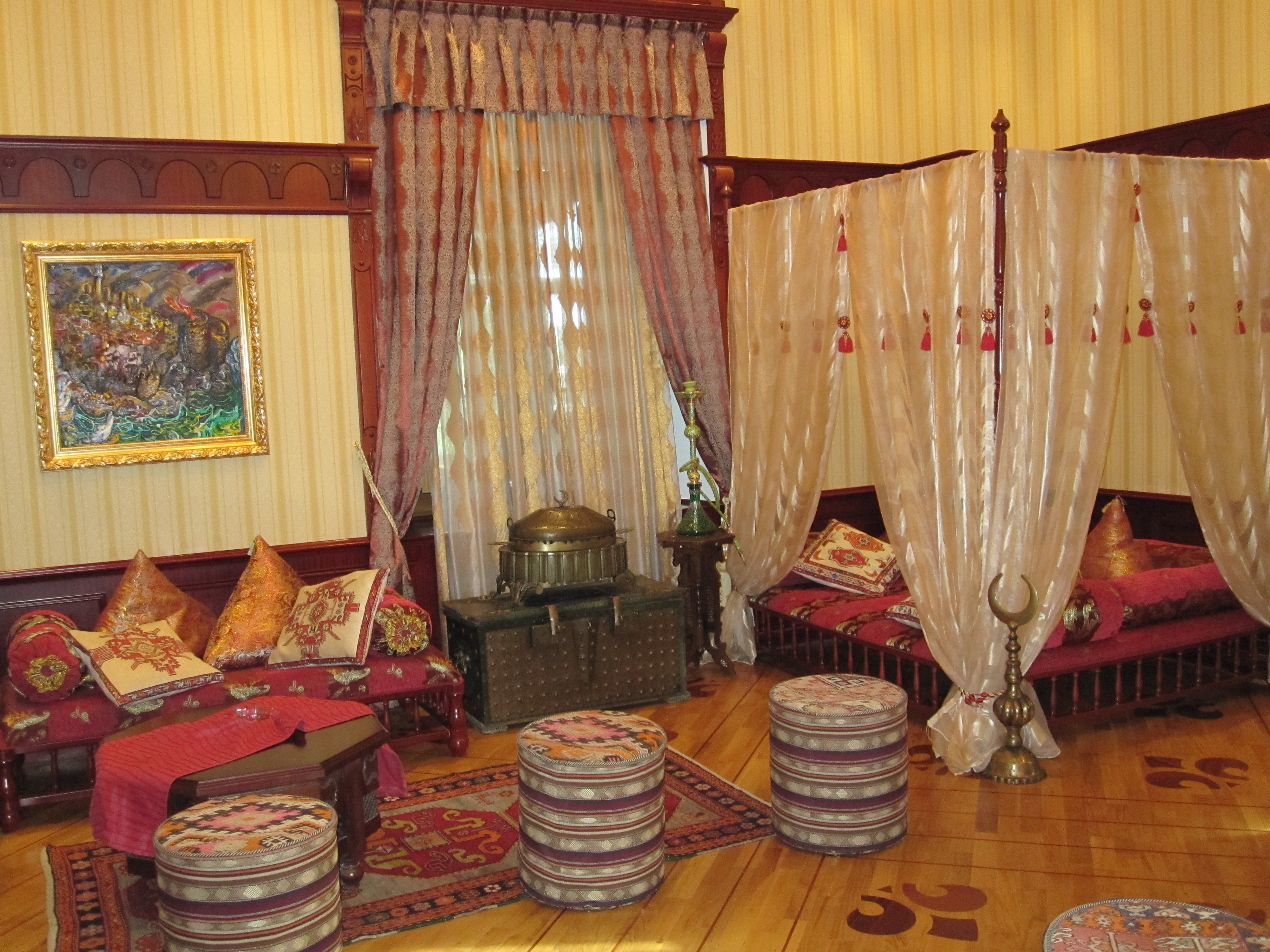
اتاق شرقی موزه